# ブッショカン
 ブッショカン（Butz-Choquin）はフランスのパイプメーカーである。

## 歴史
1858年にタバコ販売業のジャン=バプティスト・ショカンとギュスターヴ・ブツによって設立された。1951年にベロッド・レガード社に買収されるまで、会社はフランスのメスにあった。その後、ジュラ県のサン=クロードに移転した。1960年にパイプの輸出を開始し、輸出のオスカー賞とフランス美味金杯を受賞。2006年、ドゥニ・ブラン社に買収された。

## パイプ
ブッショカンの最初のパイプであるショカン・パイプは、平底のハース、アルバトロスの骨、銀のリングを備えたベントパイプであった。同社は現在、70種類以上のパイプを製造している。
日本国内の輸入販売元は「春山商事」。